# 옴니채널
옴니채널(Omni Channel)은 라틴어의 모든 것을 뜻하는 ‘옴니(Omni)’ 와 제품의 유통경로를 의미하는 ‘채널(Channel)’이 합성된 단어다. 한국경제는 옴니채널을 ‘소비자가 온라인, 오프라인, 모바일 등 다양한 경로를 넘나들며 상품을 검색하고 구매할 수 있도록 한 서비스. 각 유통 채널의 특성을 결합해 어떤 채널에서든 같은 매장을 이용하는 것처럼 느낄 수 있도록 한 쇼핑 환경을 말한다. 베인&컴퍼니의 다렐 럭비(Darrel Rigby)는 ‘온라인 쇼핑의 풍부한 정보를 물리적 스토어의 장점 안에 녹여 통합된 고객 경험을 제공 하는 것’ 이라고 정의하고 있다. 옴니채널의 선구자로 꼽히는 월리엄소노마(William Sonoma)의 경우 옴니채널 전략을 ‘인터넷, 모바일, 카다로그, 오프라인매장 등 여러채널을 유기적으로 결합해 고객경험을 극대화해 판매를 촉진하는’ 전략으로 말하고 있다.
정리를 해보면 옴니채널은 고객들이 이용 가능한 온오프라인의 모든 쇼핑채널(Channel)들을 대상으로 하고 있으며, 이러한 채널들이 통합되어(Omni)야 한다. 그리고 고객(Customer)을 중심으로 채널들이 유기적으로 연결(Connect)되어 끊기지 않는(Seamless) 일관된 경험(Experience)을 제공하는 것을 말하고 있다.
즉, 옴니채널은 '고객중심으로 모든 채널을 통합하고 연결하여 일관된 커뮤니케이션 제공으로 고객경험 강화 및 판매를 증대시키는 채널 전략이다.' 기존 유통채널 방식이 기업이 주도적으로 채널운영의 효율성 및 수익성 개선적인 측면에서 각 채널이 독립적으로 운영하는 반면 옴니채널은 고객이 중심이 되어 고객경험 강화에 중심을 두고 각 채널간에 유기적인 연결을 통한 시너지를 발생 시키는 게 핵심이다.